# Селезнёв, Никита Андреевич
Ники́та Андре́евич Селезнёв (род. 1990) — российский мультимедиа-художник, автор объектов и инсталляций, куратор.

## Биография
Родился в 1990 году в Перми. С 2005 по 2016 год изучал скульптуру в Свердловском художественном училище им. Шадра и в Санкт-Петербургской государственной художественно-промышленной академии им. Штиглица. В 2015—2016 году по программе обмена студентами учился в Академии изящных искусств им. Гепперта (Вроцлав, Польша) и проходил стажировку в Школе молодых художников Санкт-петербургского фонда культуры и искусства «Про Арте».
C 2019 года сотрудничает с галереей MYTH (Санкт-Петербург). В это время его работы были представлены на групповых выставках в Париже, Техасе, Тромсе, Москве, Екатеринбурге и Санкт-Петербурге. В том же году скульптор участвовал в проекте «Na Rajone, Новомолоково» (Молоково, Московская обл.), в образовательной арт-программе CEC ArtsLink Art Prospect Fellows Program (Нью-Йорк), а его проект Agile gallery был представлен в галерее The 8th floor (Нью-Йорк).
В 2021 году вошел в шорт-лист Государственной премии «Инновация-2021» в номинации «Новое поколение» и Художественной премии имени Сергея Курёхина. Был участником арт-резиденции Мастерских Музея Современного Искусства «Гараж» (Москва).
Участник международных художественных ярмарок Cosmoscow и Viennacontemporary. Работы Селезнева входят в собрания Грегори Линн и Клейтон Пресс (Принстон, Нью-Джерси), Дениса Химиляйне (Санкт-Петербург), Сергея Лимонова (Санкт-Петербург), Марии Фильштинской (Москва), Марии Грудиной (Санкт-Петербург), Игорь Суханов (Санкт-Петербург), Симон Мраз (Вена, Австрия) и других коллекционеров. Также часть работ Селезнёва выставлена на аукционе Vladey.
Член Санкт-Петербургского Союза художников.
Работы Селезнёва были отмечены в международной прессе: Forbes и The Calvert Journal.

## Творчество
Никита Селезнев — мультидисциплинарный художник, использующий любые материалы, будь то готовые вещи, изображения, слова или видео. Селезнев продолжает линию работы с массмедийными образами, воплощением которой стали произведения авторов так называемого поколения картинок — Синди Шерман, Шерри Левин или Роберта Лонго. Селезнев с легкостью переключается между бетонными скульптурами ручной работы и скульптурами, выполненными в технологии 3D-печати.

## Рецензии
«В своих инсталляциях Селезнев часто использует искусство для исследования отношений между субъектом и объектом, а также для изучения изменений в языковых структурах и социальных явлениях современного мира».
The Calvert Journal
«Все скульптуры Селезнева источают неукротимую агрессию. Работы беспокойные, опасные и тревожные. В этом, безусловно, часть их привлекательности».
Forbes

## Избранные персональные выставки
- 2021 — «Незаконченный проект»,[22] Президентский центр Б. Н. Ельцина, Екатеринбург, Россия
- 2021 — «Клик», галерея Fragment,[23] Москва, Россия
- 2021 — «В долине»,[24] (совместно с Григорий Балуев) Рихтер, Москва, Россия
- 2020 — «Субурбия»,[25] галерея Виктория, Самара, Россия
- 2020 — «Карате поэзия»,[26] MYTH gallery, Санкт-Петербург, Россия
- 2018 — «Мой зелёный крокодил»,[27] Navicula Artis, Санкт-Петербург, Россия
- 2018 — «ἀλλ' οὐδ' ὡ̃ς ἑτάρους ἐρρύσατο, ἱέμενός περ: αὐτω̃ν γὰρ σφετέρη̨σιν ἀτασθαλίη̨σιν ὄλοντο…»,[28] галерея FFTN. Санкт-Петербург, Россия
- 2017 — «Мой маленький протест», резиденция КвартаРиата[29], Петергоф, Россия
- 2016 — Pets, галерея 2.04.[30] Санкт-Петербург, Россия

## Избранные коллективные выставки
- 2022 — «В пыли этой планеты»,[31] (куратор Александр Буренков), Москва, Россия
- 2021 — «Мыслящие руки касаются друг друга»,[5](кураторы Чала Илэке, Аднан Йылдыз и Ассаф Киммель), Основная программа 6 Уральской индустриальной биеннале современного искусства, Екатеринбург, Россия
- 2021 — «Выбирая дистанцию: спекуляции, фейки, прогнозы в эпоху коронацена»,[32](кураторы Ярослав Воловод, Екатерина Лазарева и Екатерина Савченко), Музей современного искусства «Гараж», Москва, Россия
- 2021 — «Поколение тридцатилетних в современном русском искусстве»,[6](Анастасия Карлова и Мария Салтанова), Государственный Русский музей, Санкт-Петербург, Россия
- 2021 —"Личное"[33], XVI Международный фестиваль ландшафтных объектов «Архстояние», арт-парке «Никола-Ленивец». Калужская область. Россия
- 2020 — «Я не знаю, Земля кружится или нет…»,[34] (кураторы Франческа Альтамура и Лизавета Матвеева) Основной проект VII Московской международной биеннале молодого искусства, Музей Москвы, Москва, Россия
- 2020 —"20:20. Время остановилось",[4] (куратор Александр Буренков) Московский музей современного искусства, Москва, Россия
- 2020 —"Тюльпаны слишком возбудимы…",[35] 7-й паблик-арт фестиваль АРТ ПРОСПЕКТ, Санкт-Петербург. Россия
- 2019 — «Горизонт-19»,[36] Новый музей современного искусства, Санкт-Петербург
- 2019 —The Whole World Was Not Accessible to My Gaze,[3] (кураторы Франческа Альтамура и Лизавета Матвеева) Carillon gallery, Форт Уорф, США
- 2019 — OPEN OUT FESTIVAL, (кураторы Марион Буве и Кристина Примакова) Тромсё, Норвегия
- 2019 — Summer Sadness,[37](кураторы Никита Селезнев и Екатерина Соколовская) Agile gallery, Санкт-Петербург, Россия
- 2019 — NOVA ART,[38] (куратор Ольга Шишко) павильон острова Новая Голландия, Санкт-Петербург. Россия
- 2019— Na rajone,[7] (куратор Симон Мраз) Москва, Россия
- 2018 — Los Atravesados,[2](кураторы Qrators), галерея Treize, Париж, Франция
- 2017 — «Консалтинг-групп BZMST и партнеры»,[39](с коллективом BZMST) параллельная программа 4 Уральской индустриальной биеннале современного искусства, Екатеринбург, Россия
- 2017 —"Кладбище диалог",[40](куратор Илья Федотов-Федоров) галерея Фрагмент, Москва, Россия
- 2016 — «Фонационные связи»,[41] 5-й паблик-арт фестиваль АРТ ПРОСПЕКТ, Санкт-Петербург. Россия
- 2016 — «Безместье»,[42](с коллективом BZMST) специальный проект V Международной биеннале молодого искусства, Москва, Россия
- 2015 — «Простолье», (куратор Ирина Корина) фонд культуры и искусства «Про Арте» Санкт-Петербург, Россия
- 2015 —Erasmusexhibition 2015, Вроцлав, Польша
- 2014 —"Медь в доме медных дел мастера", Вроцлав, Польша
- 2014 —"7 дней академии Штиглица в Лофт Проекте Этажи", Санкт-Петербург, Россия